# Consenso elvetico
Il "Consenso elvetico" (in latino: "Formula consensus ecclesiarum helveticarum) è una confessione di fede riformata svizzera stilata a Zurigo nel 1675 da Johann Heinrich Heidegger, assistito da Francesco Turrettini di Ginevra e da Lukas Gernler di Basilea. Suo scopo è quello di precisare il contenuto della fede riformata contro le dottrine insegnate presso la scuola teologica francese di Saumur, rappresentata da Moïse Amyraut, Josué de la Place (Placeus) e Jean Daillé. Si oppone, quindi, al Calvinismo modificato che va sotto il nome di "Amiraldismo".

## Origine
La definizione stretta e senza compromessi delle dottrine dell'elezione e della riprovazione da parte del Sinodo di Dordrecht (1618-1619) causano una reazione in Francia, dove i Protestanti vivevano circondati dai cattolici-romani e sentivano, in qualche modo di dover "moderare i termini" per evitare persecuzioni più dure. Moïse Amyraut, professore a Saumur, insegnava come l'espiazione dei peccati operata dal sacrificio di Gesù fosse "ipoteticamente universale" e non "particolare" o "definita". Il suo collega, Louis Cappel, vi giunge a negare l'ispirazione verbale del testo ebraico dell'Antico Testamento, e Josué de la Place respinge l'imputazione immediata del peccato di Adamo come arbitraria ed ingiusta.
La famosa e fiorente scuola di Saumur giunge così ad essere guardata con sempre maggiore sospetto come pericolosamente eterodossa specialmente dagli svizzeri, che in precedenza, vi avevano pure inviato i loro studenti. Il primo impulso dell'attacco a questa scuola proviene da Ginevra, storica sede del Calvinismo. Nel 1635 Friedrich Spanheim scrive contro Amyraud, che il clero di Parigi aveva cercato di difendere. Nel corso del tempo, però, la dottrina di Amyraut guadagna terreno nella stessa Ginevra. Nel 1649, Alexander Morus, successore di Spanheim, ma sospettato di appartenere al partito "liberale", è costretto dai magistrati di Ginevra a sottoscrivere una serie di articoli in forma di tesi ed antitesi, il germe della futura formula di consenso. Il suo posto viene preso da Philippe Mestrezat e più tardi da Louis Trouchin, entrambi inclini verso le tendenze liberali francesi, mentre Francesco Turrettini difendeva con zelo il sistema ortodosso. Mestrezat induce il Consiglio di Ginevra ad assumere una posizione più moderata sull'articolo dell'elezione, ma gli altri cantoni svizzeri fanno obiezione a questa nuova tendenza e minacciano di non mandare più i loro studenti a Ginevra. Il Consiglio di Ginevra, così, sottomette ed esige perentoriamente da tutti i candidati al pastorato di sottoscrivere i vecchi articoli. Gli elementi conservatori, però, non sono soddisfatti, e viene loro l'idea di mettere fine all'ulteriore diffusione di tali nuove idee stabilendo una formula da fare sottoscrivere a tutti gli insegnanti e i predicatori. Dopo considerevole discussione fra Lucas Gernler di Basilea, Hummel di Berna, Otto di Sciaffusa, Johann Heinrich Heidegger di Zurigo ed altri, quest'ultimo viene incaricato di redigere la formula. All'inizio del 1675, la bozza in latino di Heidegger è comunicata al corpo pastorale di Zurigo e, nel corso dell'anno conquista l'adesione generale e quasi in ogni luogo viene aggiunta come appendice ed esposizione della Confessione Elvetica.

## Contenuto
Il Consenso consiste di una prefazione e di 26 canoni, e afferma chiaramente la differenza fra il Calvinismo stretto e la scuola di Saumur.
- I canoni 1-3 trattano della divina ispirazione e preservazione delle Scritture.
- I canoni 4-6 trattano dell'elezione e della predestinazione.
- I canoni 7-9 cercano di dimostrare come l'essere umano sia stato originalmente creato santo, e che l'ubbidienza alla legge lo avrebbe condotto alla vita eterna.
- I canoni 10-12 respingono la dottrina di La Place su una imputazione mediata del peccato di Adamo.
- I canoni 13-16 trattano della particolare destinazione di Cristo, eletto dall'eternità come Capo, maestro ed erede di coloro che sono salvati tramite lui, il Suo popolo, eletti dall'eternità.
- I canoni 17-20 affermano che la chiamata all'elezione si riferiva, in tempi diversi, a circoli più ristretti e più vasti.
- I canoni 21-23 definiscono la totale incapacità dell'essere umano a credere all'Evangelo con le sue proprie forze, come non solo morale, ma anche naturale, tanto che egli poteva credere, se sono avesse provato a farlo.
- I canoni 23-25 affermano come non vi siano che due sole vie che portano alla giustificazione davanti a Dio e, di conseguenza, un duplice patto di Dio, cioè il patto d'opere per l'uomo in stato di innocenza ed il patto attraverso l'ubbidienza di risto per l'essere umano decaduto. L'ultimo canone ammonisce ad attenersi fermamente alla pura e semplice dottrina evitando vane ciance.

## La storia posteriore
Sebbene il Consenso Elvetico sia introdotto dovunque nelle chiese riformate svizzere, di fatto non vi resiste a lungo per il cambiamento graduale del clima culturale e viene considerato un prodotto dello Scolasticismo protestante. Dapprima non si ritiene più necessario imporre la sua sottoscrizione in quanto molti predicatori francesi trovano ospitalità nel Vallese dopo la revoca dell'Editto di Nantes. Precedentemente ogni predicatore doveva sottoscrivere ed approvare senza riserve il Consenso, ora si ammette maggiore tolleranza. 
In seguito un appello del grande elettore del Brandenburgo ai cantoni riformati chiede che, a causa del grave pericolo in cui si trova il Protestantesimo e la necessità di unire tutti gli evangelici, si annulli questa formula che ritiene fonte di divisione. Si mette, infatti, in evidenza come la Formula offenda i luterani e ostacoli l'unione delle Chiese. 
Più tardi la sua sottoscrizione non è più richiesta a Basilea dopo il 1686 ed è lasciata cadere prima a Sciaffusa e, più tardi, (1706) a Ginevra, mentre Zurigo e Berna la conservano. Si stava avvicinando il tempo in cui la scienza secolare era venuta in primo piano e gli aspetti etici e pratici del Cristianesimo erano diventati dominanti. Il razionalismo ed il pietismo aveva minato le fondamenta della vecchia ortodossia calvinista. Si raggiunge così temporaneamente un accordo fra i partiti liberali e conservatori che il Consenso dovesse considerarsi non come regola di fede, ma solo come norma di insegnamento. 
Nel 1722 la Prussia e l'Inghilterra chiedono ai rispettivi magistrati dei cantoni svizzeri che si abolisca questa formula per favorire l'unità e la pace all'interno delle chiese protestanti. La risposta è in qualche modo evasiva ma, sebbene che la formula non sia stata mai formalmente abolita, essa gradualmente decade interamente dall'uso, ritenuta espressione di una vecchia ed autoritaria ortodossia non più compatibile con i tempi.

## Riferimenti
- La copia ufficiale, in latino e tedesco, si trova negli archivi di Zurigo. Fu stampata nel 1714 come supplemento della Confessione Elvetica, poi nel 1718, 1722, e spesso più avanti.
- Traduzione italiana a cura di Paolo Castellina.
- H. A. Niemeyer, Collectio Confessionum, pp. 729-739, Leipsic, 1840 (Latin)
- E. G. A. Böckel, Die Bekenntnisschriften der evangelisch-reformirten Kirche, pp. 348-360, ib. 1847.
- J. J. Hottinger, Succincta...Formulae Consensus...historia, Zurich, 1723;
- J. J. Hottinger, Helvetische Kirchengeschichte, iii. 1086 sqq., iv. 258, 268 sqq., Zurich 1708-29.
- C. M. Pfaff, Dissertatio...de Formula Consensus Helvetica, Tübingen, 1723.
- A. Schweizer, Die protestantischen Central-dogmen in ihrer Entwickelung, pp. 439-563, Zurich 1856.
- E. Blösch, Geschichte der schweizerisch-reformirten Kirchen, i. 485-496, ii. 77-97, Bern, 1898-1899.
- Philip Schaff, Creeds of Christendom, i. §61 (pp. 477-489).

## Voci connesse
- Confessioni di fede
- Amiraldismo
- Calvinismo